# Mandevilla cuspidata
Mandevilla cuspidata är en oleanderväxtart som först beskrevs av Henry Hurd Rusby, och fick sitt nu gällande namn av R. E. Woodson. Mandevilla cuspidata ingår i släktet Mandevilla och familjen oleanderväxter. Inga underarter finns listade i Catalogue of Life.